# Nakajima Racing
Nakajima Racing är ett stall i den japanska bilsporten formel Nippon som grundades av och leds av gamle F1-föraren Satoru Nakajima. Nakajima Racing grundades omkring 1989. Förarna i stallet kommer från olika länder, men tävlar enbart inom Japan.
Tre förare från Nakajima Racing har vunnit Formel Nippon: Tom Coronel (1999), Toranosuke Takagi (2000) och Ralph Firman (2002).